# Koppányszántó, Tolna
Koppányszántó  este un sat în districtul Tamás, județul Tolna, Ungaria, având o populație de 349 de locuitori (2011). 

## Demografie
Componența etnică a satului Koppányszántó
     Maghiari (83,91%)
     Romi (12,66%)
     Germani (2,37%)
     Necunoscut (1,06%)
     Alții (1,06%)
Componența confesională a satului Koppányszántó
     Romano-catolici (73,07%)
     Fără religie (9,17%)
     Necunoscută (16,91%)
     Reformați (0,86%)
Conform recensământului din 2011, satul Koppányszántó avea 349 de locuitori. Din punct de vedere etnic, majoritatea locuitorilor (83,91%) erau maghiari, existând și minorități de romi (12,66%) și germani (2,37%). Apartenența etnică nu este cunoscută în cazul a 1,06% din locuitori.  Din punct de vedere confesional, majoritatea locuitorilor (73,07%) erau romano-catolici, cu o minoritate de persoane fără religie (9,17%). Pentru 16,91% din locuitori nu este cunoscută apartenența confesională.